# 데라다 데루스케
데라다 데루스케(寺田輝介)는 일본의 외교관이다. 

## 생애
도쿄도 출신. 도쿄대학교 졸업. 외무성 외무보도관. 주멕시코 대사. 2000~2003년 주한 대사. 2003년부터 포린프레스센터(FPCJ) 이사장.
| 전임 오구라 가즈오 | 제13대 주대한민국 일본 대사 2000년 ~ 2003년 | 후임 다카노 도시유키 |